# 亞夫圖希
49°6′32″N 27°28′37″E / 49.10889°N 27.47694°E
亞夫圖希（烏克蘭語：Явтухи）是位於烏克蘭西部的村莊，由赫梅利尼茨基州裡赫梅利尼茨基區的德拉日尼亞市鎮負責管轄。該村始建於1555年，面積3.16平方公里，海拔高度319米，2001年人口661，人口密度每平方公里209.2人。